# Xingyang Qingpou
Xingyang Qingpou (chiń. upr. 兴阳清剖; chiń. trad. 興陽清剖; pinyin Xìngyáng Qīngpōu; kor. 흥양청부 Hŭngyang Ch'ŏngbu; jap. Kōyō Shōbō; wiet. Hưng Dương Thanh Bo) – chiński mistrz chan ze szkoły caodong.

## Życiorys
Mieszkał i nauczał na górze Xingyang w Yingzhou. W Wudeng Huiyuan znaleźć można informacje o nim, gdy był jeszcze uczniem mistrza chan Dayanga Jingxuana i pełnił obowiązki szefa ogrodników.
Kiedy Xingyang był szefem ogrodników dozorował melony. Dayang spytał go: „Kiedy te słodkie melony będą dojrzałe?”
Xingyang powiedział: „Teraz są już bardzo dojrzałe.”
Dayang odparł: „Wybierz te najsłodsze i zabierz je.”
Xingyang powiedział: „Komu powinienem je dać?”
Dayang powiedział: „Daj je temu, kto nie był w ogrodzie.”
Xingyang powiedział: „Czy myślisz, że ludzie, którzy nie byli w ogrodzie będą je jedli?”
Dayang powiedział: „Czy znasz tych ludzi czy nie?”
Xingyang powiedział: „Chociaż ich nie znam, mogę tylko dostarczyć je im.”
Dayang zaśmiał się i odszedł.
Po zostaniu opatem klasztoru, Xingyang wszedł do sali i wygłosił do mnichów te słowa:
Zasada wielkiej drogi, która przyszła z zachodu odcina sto zaprzeczeń. Słowa, które współbrzmią z istotą nauczania mogą być kontynuowane bez końca. Ale co za korzyść mogłaby być ze żmudnego wzięcia pod uwagę nauk naszej szkoły? Chociaż jest jak jest, to jest wiele różnych spraw, którymi można się zajmować. Ale w nauczaniu naszej szkoły jest tylko jedna ścieżka, która prowadzi dalej. Niech każdy to przedyskutuje.”
Mnich spytał Xingyanga:
„Gdzie poszli wszyscy dawni święci?”
Xingyang powiedział:
„Księżyc spokojnie świeci nad tysiącami rzek. Jego samotne światło oświeca dno morza.”
Gdy Xingyang leżał chory w łóżku Dayang powiedział do niego:
„Ciało jest złudzeniem, i w tym złudzeniu toczą się różne sprawy. Gdyby nie to złudzenie, wielka sprawa nie miałaby miejsca, z którego mogłaby być podjęta. Jeśli wielka sprawa jest podjęta, jest postrzegana jako złuda. Masz coś do powiedzenia?”
Xingyang powiedział:
„Ta sprawa wciąż tu jest.”
Dayang spytał:
„I co jest ta sprawą?”
Xingyang powiedział:
„Okrążanie ziemi, połyskliwej purpurowej kuli. Na dnie oceanu, nie sadzenie kwiatów”.
[Xingyang przerwał i zamknął oczy]
Dayang uśmiechnął się i spytał:
„Nie spisz?”
Xingyang powiedział:
„Zapomniałem, co chciałem powiedzieć.”
I następnie zmarł.
Chociaż był wybitnym następcą Dayanga, niestety nie przeżył go. Nie miał także żadnego spadkobiercy, aby przenieść Dharmę szkoły caodong.

## Linia przekazu Dharmy zen
Pierwsza liczba oznacza liczbę pokoleń od Pierwszego Patriarchy chan w Indiach Mahakaśjapy.
Druga liczba oznacza liczbę pokoleń od Pierwszego Patriarchy chan w Chinach Bodhidharmy.
Trzecia liczba oznacza początek nowej linii przekazu w innym kraju.
- 34/7. Qingyuan Xingsi (660–740)
- 35/8. Shitou Xiqian (700–790) autor poematu Cantong qi
- 36/9. Yueshan Weiyan (751–834) (także Yaoshan)
- 37/10. Yunyan Tansheng (770–841)
- 38/11. Dongshan Liangjie (807–869) Szkoła caodong
  - 39/12. Yunju Daoying (zm. 902)
    - 40/13/1. Sŏngak Hyŏngmi (864–917) Korea
    - 40/13/1. Chinch'ŏl Iŏm (869–936) Korea. Szkoła sumi san
    - 40/13. Tong’an Daoying (Daopi)(bd)
      - 41/14. Tong’an Guanzhi (bd)
        - 42/15. Liangshan Yuanguan (bd)
          - 43/16. Shimen Huiche (bd)
          - 43/16. Dayang Jingxuan* (943–1027) (*także Jingyan)
            - 44/17. Xingyang Qingpou (bd)
            - 44/17[a]. Fushan Fayuan[4] (991–1067) (także Yunjian)
              - 45/18. Touzi Yiqing (1032–1083)
                - 46/19. Dahong Bao’en (1058–1111)
                - 46/19. Furong Daokai (1043–1118)
                  - 47/20. Danxia Zichun (1064–1119)
                    - 48/21. Hongzhi Zhengyue (1091–1157) (także jako Tiantong), autor Congronglu
                      - 49/22. Jingyin Kumu (bd)
                      - 49/22. Liaotang Siche (bd)
                      - 49/22. Sizong (1085–1153)
                      - 49/22. Zhide Huihui (1097–1183)

                    - 48/21. Huizhao Qingyu (1078–1140)
                    - 48/21. Zhenxie Qingliao (1088–1151)
                      - 49/22. Tiantong Zongjue (1091–1162)
                        - 50/23. Xuedou Zhijian (1105–1192)
                          - 51/24. Tiantong Rujing (1163–1228)
                            - 52/25/1. Dōgen Kigen (1200–1253) Japonia. Szkoła sōtō